# Kwikthermometer

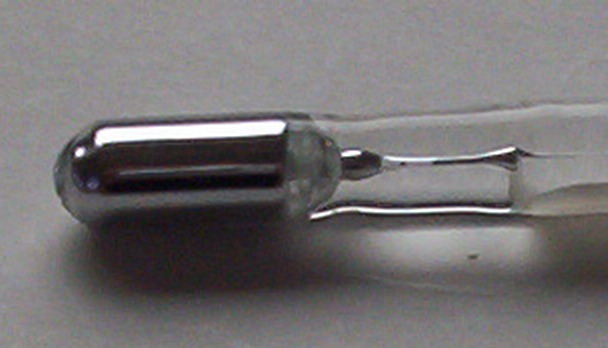
Kwikthermometer voor koortsmeting (maximummeting)

Een kwikthermometer is een vloeistofthermometer met kwik als vloeistof. De werking berust op de thermische uitzetting van kwik bij toevoer van warmte.

## Geschiedenis
De Duitse natuurkundige Gabriel Fahrenheit heeft als eerste een goed bruikbare thermometer ontworpen. Vroegere thermometers maakten gebruik van de uitzetting van lucht of van alcohol. Ook Fahrenheit maakte in eerste instantie gebruik van alcohol die hij in een smalle glazen buis liet lopen naar een reservoir. Bij verwarming zette de alcohol uit en liep vanuit het reservoir de buis in. Op een schaalverdeling kon de temperatuur worden afgelezen. Deze schaalverdeling liep vanaf de toen laagst bereikbare temperatuur die hij de waarde 0 gaf. Zijn tweede ijkpunt was de temperatuur van het menselijk lichaam, die hij in eerste instantie opmerkelijk de waarde 12 gaf. Al snel verving hij de alcohol door kwik, dat een nauwkeuriger resultaat gaf en waardoor hogere temperaturen konden worden gemeten.

## Risico's
Kwikthermometers worden wegens de breekbaarheid van glas niet of nauwelijks meer toegepast. Bij breuk komt het kwik, een bij kamertemperatuur vloeibaar metaal, vrij. Het kwik verdampt en geeft als kwikdamp gezondheidsrisico's. Binnenshuis rollen de druppels alle kanten op en zijn niet meer te vinden, waardoor er altijd een kans is dat een vergeten druppel over langere tijd kwikdamp afgeeft. De ruimte kan worden ontsmet wat een omvangrijke en dure operatie is. Met behulp van een kwiktang kunnen de druppels mogelijk nog worden opgeraapt.
Een ander nadeel van kwik is dat het niet bruikbaar is voor temperaturen beneden het stolpunt van kwik, −38 graden Celsius. Voor lagere temperaturen moet derhalve worden teruggevallen op alcohol als indicator.
Als vervanger voor het giftige kwik kan de niet-giftige metaallegering galinstan worden gebruikt. Deze legering heeft een stolpunt van −19 graden Celsius. Beneden deze temperatuur is een thermometer gevuld met galinstan niet bruikbaar.